# Aspidiotus cochereaui
Aspidiotus cochereaui är en insektsart som beskrevs av Matile-ferrero och Alfred Serge Balachowsky 1973. Aspidiotus cochereaui ingår i släktet Aspidiotus och familjen pansarsköldlöss.
Artens utbredningsområde är Nya Kaledonien. Inga underarter finns listade i Catalogue of Life.